# Nicola Loda

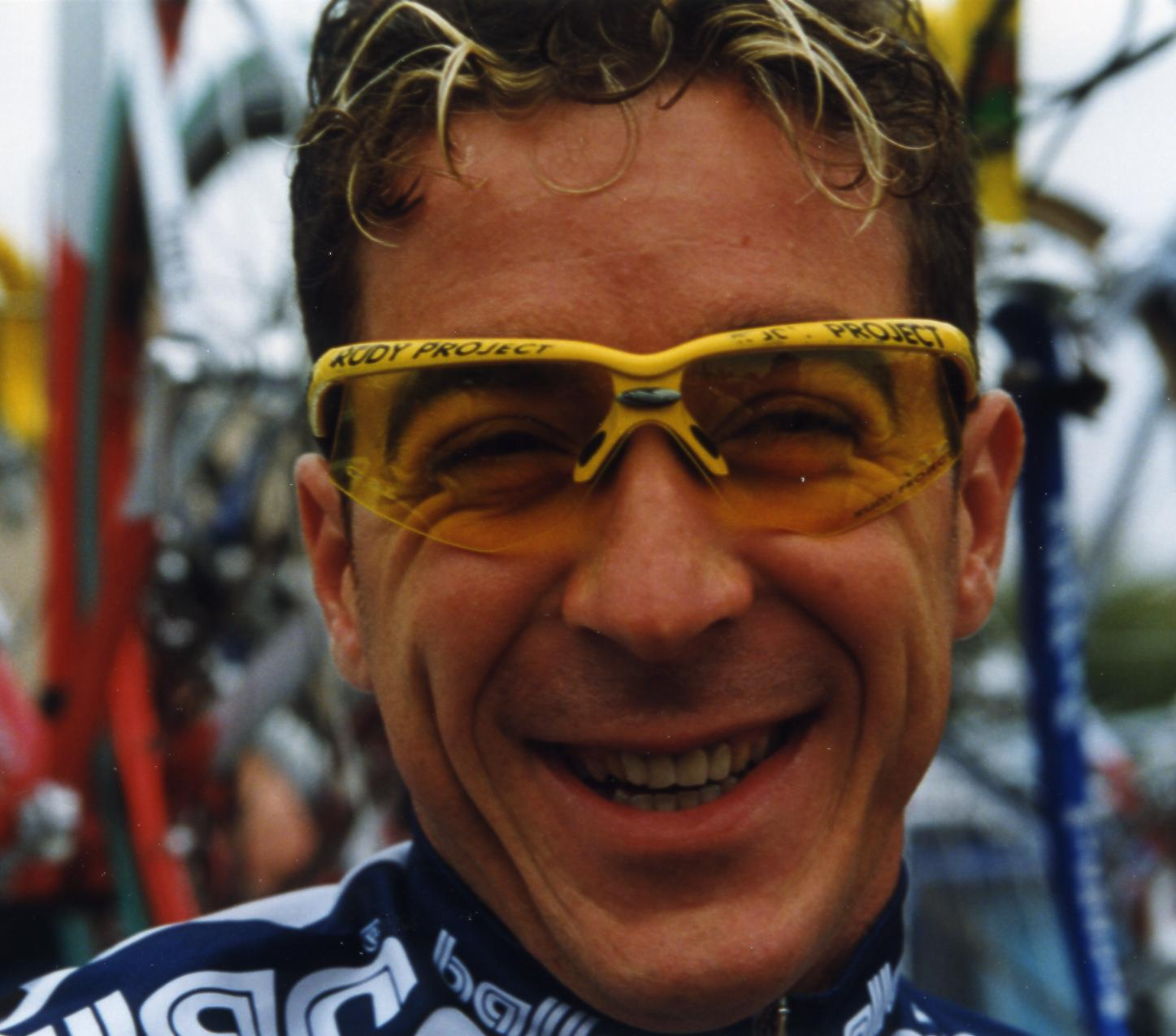
Nicola Loda

Nicola Loda (* 27. Juli 1971 in Brescia) ist ein ehemaliger italienischer Radrennfahrer.

## Werdegang
Nicola Loda begann seine internationale Karriere 1994 bei dem Radsportteam GB-MG Maglificio. Im folgenden Jahr nahm er zum ersten Mal an der Tour de France teil. Seinen ersten Profierfolg feierte er 1999 bei der Dänemark-Rundfahrt mit einem Etappensieg. Daraufhin wechselte er zu Fassa Bortolo, wo er in seinem ersten Jahr jeweils eine Etappe bei der Luxemburg-Rundfahrt und beim Midi Libre für sich entscheiden konnte. In der Saison 2003 konnte er nochmals eine Etappe der Luxemburg-Rundfahrt gewinnen. Danach fuhr er ein Jahr für Tenax. 2005 und 2006 fuhr Loda für das italienische UCI ProTeam Liquigas-Bianchi und beendete danach seine Karriere als Radprofi.

## Erfolge
1999
- eine Etappe Dänemark-Rundfahrt

2000
- eine Etappe Luxemburg-Rundfahrt
- eine Etappe GP Midi Libre
- Gesamtwertung und eine Etappe Dekra Cup

2002
- eine Etappe Giro della Liguria

2003
- eine Etappe Luxemburg-Rundfahrt

## Teams
- 1994–1997 GB-MG Maglificio / MG Maglificio-Technogym
- 1998–1999 Ballan
- 2000–2003 Fassa Bortolo
- 2004 Tenax
- 2005–2006 Liquigas